# Noëlle Revaz
Noëlle Revaz, née le 28 décembre 1968 à Vernayaz dans le canton du Valais, est un écrivain suisse d'expression française.

## Biographie
Noëlle Revaz naît le 28 décembre 1968, à Vernayaz,, dans le canton du Valais. Elle est la sixième d'une famille de neuf enfants, dont deux garçons. Leur père est postier.
Après sa maturité classique au Collège de Saint-Maurice en 1988, elle suit des études de Lettres à l'Université de Lausanne, avec un an d'échange à l'Université de Pise en 1992. Elle obtient une licence en latin, français et français médiéval en 1995.
Elle enseigne tout d'abord le latin dans une école privée et signe en 1995 et 1996 des chroniques radiophoniques pour Espace 2 sous le pseudonyme de Maurice Salanfe, Salanfe étant le nom de la cascade de son village natal. Elle choisit un pseudonyme masculin parce qu'elle trouvait « qu'on posait un regard très négatif sur la littérature féminine ».
Elle enseigne l'écriture depuis le début des années 2010 à l'Institut littéraire suisse à Bienne.
Elle est en couple avec l'écrivain Michael Stauffer (de), avec qui elle a un enfant.
Elle vit à Bienne.

## Parcours littéraire
Son premier roman, Rapport aux bêtes, publié en 2002 aux éditions Gallimard, obtient plusieurs prix littéraires, dont le Prix Schiller et le Prix Marguerite Audoux. Il est traduit en allemand, en anglais, en italien et en finois.
Le roman de Laurence Cossé Au bon roman contient l'appréciation suivante sur Rapport aux bêtes, qui y est le premier des « bons romans » mentionnés : « le plus remarquable à son avis était la manière de ce long monologue, la phrase, l'inventivité de l'auteur qui créait une langue nouvelle, un français sans équivalent, tout cabossé, boiteux, et pleinement justifié étant donné la brute qui le parlait, elle aussi sans pareil. » (ch. 13, p. 92).
Une adaptation théâtrale a été réalisée en 2004 au théâtre Le poche à Genève. En 2009, il est adapté au cinéma sous le titre Cœur animal, film franco-suisse réalisé par Séverine Cornamusaz[réf. nécessaire].
En 2009, un deuxième roman, Efina, paraît chez Gallimard. Il figure dans la sélection du prix Fémina 2009. Il obtient le prix Michel Dentan en 2010 et le Prix Alpha des cantons de Berne et du Jura en 2011. Il est traduit en anglais et en italien.
Les Éditions Zoé publient la pièce de théâtre Quand Mamie en 2011, et un troisième roman, L'infini livre en 2014, Prix suisse de littérature 2015.
Elle est lauréate du Prix Gottfried Keller en 2022,.

## Œuvres
Romans 
- Rapport aux bêtes, Gallimard, coll. « Blanche », 2002 (ISBN 978-2070763993), Prix Schiller 2002, Prix Lettres frontière 2002, Prix Marguerite-Audoux 2002, Prix de littérature de la Fondation Henri & Marcelle Gaspoz 2003
- Efina, Gallimard, coll. « Blanche », 2009 (ISBN 978-2070126439)[4],[17], Prix Michel Dentan 2010, Prix Alpha 2011
- L'infini livre, Éditions Zoé, 2014  (ISBN 978-2-88182-925-3), Prix suisse de littérature 2015, Prix de l'Académie romande 2015.

Nouvelles
- Chouchou, in Écriture, no 54, 1999
- Première, in NRF, no 563, 2002
- Escale, in Espace(s), no 2,  2006
- Dans la ville, in Regards littéraires, 2008
- La cantatrice, in NRF, no 592, 2010
- Besuche bei der Gefangenen, in Salz : Zeitschrift für Literatur, 2011
- The Children, in Best European Fiction, 2012
- Barbe-Bleue, in Viceversa littérature, no 7, 2013
- Coup de pouce, in Viceversa littérature, no 7, 2013
- Notes, in NRF, no 606, 2013
- Hermine Blanche et autres nouvelles, Gallimard, coll. "Blanche", 2017  (ISBN 2072710154)
- Est-ce que tout revient, contes quotidiens, Fémina, 2023  (ISBN 9782889072613)

Théâtre
- Quand Mamie, Zoé, 2011  (ISBN 978-2-88182-694-8), Prix SSA à l'écriture théâtrale 2007, Prix Alpes Jura de l'ADELF 2012
- On a volé l'Épée de la Régalie[18], spectacle Sion et Lumière, 2008

Portrait littéraire
- Autoportrait avec artiste : Portrait de Valentin Carron, Lausanne, art&fiction, 2023, 96 p. (ISBN 978-2-88964-061-4)

Littérature jeunesse
- Les trois petits cochons, illustrations de Haydé, La Joie de lire, 2015   (ISBN 978-2-88908-267-4)

Pièces radiophoniques
- Chouchou et Coup de pouce, monologues, France Culture, Paris, 2002. RSR 2, Lausanne
- Sur les berges, France Culture, Paris, 2003. RSR 2, Lausanne, 2004
- Visite à la prisonnière et autres nouvelles, cinq nouvelles, RSR 2, Lausanne, 2007
- Quand Mamie, monologue à plusieurs voix, France Culture, Paris, 2008
- Les visites de la nouvelle femme, RSR 2, Lausanne, 2010
- La loi d'interdépendance des corps limités, microfiction, en collaboration avec Michael Stauffer, France Culture, Paris, 2011
- Escales, RSR 2, Lausanne, 2011

## Adaptations de son œuvre

### Au cinéma
- 2009 : Cœur animal, film franco-suisse réalisé par Séverine Cornamusaz, avec Olivier Rabourdin, Camille Japy, Antonio Buil, d'après le roman Rapport aux bêtes

### Au théâtre
- Sport et divertissements, sous le pseudonyme de Maurice Salanfe, Théâtre du Lapin-Vert, Lausanne, 1997. Avec Julien Basler, mise en scène François Marin
- Quand je serai grand, Petithéâtre de Sion. Arsenic, Lausanne, 2002. Avec Jean-Charles Fontana, Bernard Escalon, Marc Mayoraz, mise en scène François Marin
- Rapport aux bêtes, Théâtre Le poche, Genève, 2004. Avec Philippe Mathey, adaptation Noëlle Revaz, mise en scène Andrea Novicov
- Rapport aux bêtes, Centre dramatique national, Montluçon, 2006. Parc de la Villette, Paris, 2007. Avec Sébastien Bravard, mise en scène Anne-Laure Liégeois
- Quand Mamie, Théâtre de Vidy, Lausanne, 2009. Avec Julia Perazzini, Frédéric Ozier, mise en scène Denis Maillefer
- Les trois petits cochons, Le Petit théâtre, Lausanne, Cie Champs d'action, La Bavette-Monthey, 2015. Avec Ludovic Chazaud, Agathe Hazard-Raboud, Léonie Keller, Cédric Sion, mise en scène Georges Grbic.